# Даг Бредли
Даглас Вилијам Бредли (енгл. Douglas William Bradley; Ливерпул, 7. септембра 1954) енглески је глумац и аутор, најпознатији по улози Пинхеда у 8 филмова из хорор серијала Господари пакла (1987—2005). За ову улогу награђен је у категорији најбољег глумца у хорор филму на Филмском фестивалу у Чикагу.
Поред Господара пакла појавио се у још неколико мање познатих хорор филмова. Дугогодишњи је пријатељ писца Клајва Баркера, који је аутор романа на ком је заснован серијал Господари пакла.

## Филмографија
| Улоге Дага Бредлија |                                     |               |                    |                      |
| Година              | Српски назив                        | Изворни назив | Улога              | Напомена             |
| 1987.               | Господари пакла                     |               | Пинхед             |                      |
| 1988.               | Господари пакла 2: Осуђени на пакао |               | Пинхед             |                      |
| 1990.               | Ноћна врста                         |               | Дирк Лајлсберг     |                      |
| 1992.               | Господари пакла 3: Пакао на Земљи   |               | Пинхед             |                      |
| 1993.               | Инспектор Морс                      |               | Клергиман Вилијамс | ТВ серија, 1 епизода |
| 1996.               | Господари пакла 4: Крвна веза       |               | Пинхед             |                      |
| 1999.               | Идеални муж                         |               | Брекпул            |                      |
| 2000.               | Господари пакла 5: Инферно          |               | Пинхед             |                      |
| 2002.               | Господари пакла 6: Трагач пакла     |               | Пинхед             |                      |
| 2005.               | Пророчанство: Уздизање              |               | Пинхед             |                      |
| 2005.               | Господари пакла 7: Мртвији          |               | Пинхед             |                      |
| 2005.               | Господари пакла 8: Свет пакла       |               | Пинхед             |                      |
| 2006.               | Бундевоглави 3: Пепео пепелу        |               | доктор Фрејзер     |                      |
| 2011.               | Ратови звезда: Стара Република      |               | император          | видео-игра           |
| 2012.               | Погрешно скретање 5: Крвне везе     |               | Мејнард            |                      |
| 2016.               | Мртви до свитања                    |               | Пинхед             | видео-игра           |
| 2019.               | У потрази за тамом                  |               | самог себе         | документарац         |